# ديفيد مونكوتيه
ديفيد مونكوتيه (بالفرنسية: David Moncoutié )‏ (و. 1975  م) هو راكب دراجة هوائية، من فرنسا، شارك في طواف إسبانيا، وطواف فرنسا، وسباق طواف فرنسا 2011، مركز لعبه هو متخصص التسلق ‏.

## روابط خارجية
- ديفيد مونكوتيه على موقع الاتحاد الدولي للدراجات (الإنجليزية)
- ديفيد مونكوتيه على موقع أرشيف الدراجات (الإنجليزية)
- ديفيد مونكوتيه على موقع إحصائيات الدراجات الإحترافية (الإنجليزية)
- ديفيد مونكوتيه على موقع نسبة الدراجات (الإنجليزية)
- ديفيد مونكوتيه على موقع CycleBase (الإنجليزية)